# Mady Saks

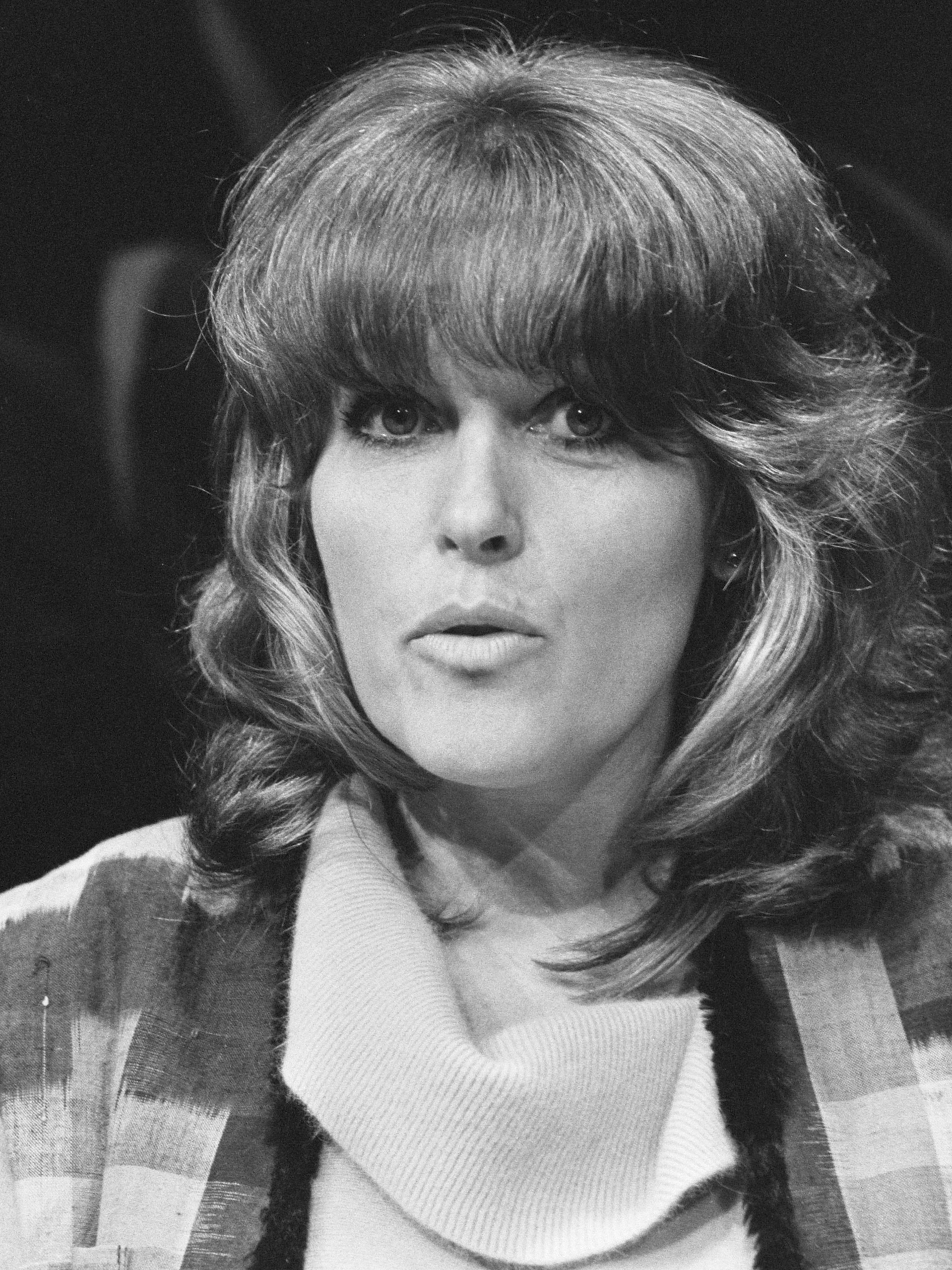
Mady Saks (1983)

Mady Jacoba Saks (Amsterdam, 28 november 1941 - aldaar, 29 augustus 2006) was een Nederlands filmregisseusse.
Saks werd bekend in de jaren '70, toen zij feministische documentaires maakte. Met haar eerste documentaire Verkrachting (1975) over seksueel geweld binnen het huwelijk, brak ze door. Ze won voor deze productie een Golden Venus op het Miami International Filmfestival. Daarna maakte zij een aantal bekende speelfilms, zoals Iris en Ademloos, beide met Monique van de Ven in de hoofdrol, en De gulle minnaar met Peter Faber.
De film Iris werd op het filmfestival van Montreal in 1988 onderscheiden en won ook prijzen in Moskou, het Seattle International Film Festival (1987). Daarna kreeg het een vervolg als tv-serie, deze werd geregisseerd door Nouchka van Brakel.
In 1977 richtte zij, samen met Bertha van Amstel, het Cultureel Centrum Amazone op aan de Keizersgracht in Amsterdam. Het doel was sociale hulpverlening en het bestrijden van de achterstand van vrouwen in de kunstwereld. Daarom organiseerde het feministisch initiatief tentoonstellingen, workshops en cursussen (o.a. speelfilm, cartoon tekenen en poëzie) en een juridisch spreekuur. Er was ook een kleine bibliotheek en videotheek. De overzichtstentoonstelling 'Vijf jaar thematentoonstellingen in Studio Amazone' was in 1992 te zien in de Nieuwe Kerk.
Ze was actief binnen:
- Comité SAAM
- Holland Film Promotion
- Genootschap van Nederlandse filmmakers.

Na haar overlijden is er het Mady Saks Fonds (Cultuurfonds op naam) opgericht, hiermee worden documentairemakers ondersteunt die zich bezig houden met de ontwikkeling van documentaires over beeldende kunst, muziek, dans of architectuur. Inmiddels verloopt de distributie van deze gelden via het OASE project.

## Filmografie
- 1982 - Ademloos
- 1987 - Iris
- 1990 - De Gulle Minnaar

## Documentaires
- 1975 - Verkrachting
- 1976 - De vrouw en haar vrouwenhuis
- 1981 - Iraq, vrouwen in beeld
- 2000 - De Jonge Wilden (NPS)
- 2000 - Vrouwen aller landen
- 2003 - Man in de war (serie voor de NCRV)

- Biografisch Portaal: 47010496
- International Standard Name Identifier: 0000 0003 9633 463X
- Nederlandse Thesaurus van Auteursnamen: 070042322
- Virtual International Authority File: 291280672
- WorldCat: E39PBJyh6hdV7tk8MCPMYQHQv3